# MoEDAL
Koordinaten: 46° 14′ 8,7″ N, 6° 3′ 18,3″ O; CH1903: 493278 / 121422
Der MoEDAL-Detektor (Akronym für englisch Monopole and Exotics Detector at the LHC) ist eine Erweiterung des LHCb-Experiments. Der Teilchendetektor ist auf der Suche nach magnetischen Monopolen, Relikten mikroskopischer Schwarzer Löcher und supersymmetrischer Teilchen ausgelegt. Die Datennahme begann 2015. Im Juli 2017 wurden erste Ergebnisse veröffentlicht. Dabei konnten magnetische Monopole mit geringer Masse und hoher Ladung ausgeschlossen werden.

## Experimenteller Aufbau
Der Detektor besteht in seiner endgültigen Konfiguration aus einem Array von 400 Modulen (Gesamtfläche 250 Quadratmeter). Die Module bestehen aus zwei Aluminiumplatten, die einen Stapel aus zehn übereinander liegenden Kunststoffplatten einschließen. Durchfliegt ein Teilchen diese Platten, hinterlässt es charakteristische Spuren im Kunststoff. Um die Platten auszuwerten, werden sie ausgebaut und in einer Kombination von chemischen Ätzprozessen und mikroskopischen Verfahren untersucht. Der Detektor wurde für Langzeitmessungen konzipiert.